# Chasminodes nervosa
Chasminodes nervosa là một loài bướm đêm trong họ Noctuidae.